# Statue de Pierre Paul Rubens (Anvers)
La statue de Pierre Paul Rubens est une figure de bronze plus grande que nature du peintre baroque flamand Pierre Paul Rubens (1577-1640), créée par le sculpteur Guillaume Geefs. Elle est située sur la Groenplaats, devant la cathédrale Notre-Dame d'Anvers. Il existe une autre statue de Rubens (d) à Vienne.

## Historique
À l'initiative de la Société de Sciences, un fonds est créé pour ériger une statue à Anvers pour commémorer le bicentenaire de la mort de Rubens en 1840. Celle-ci sera modelée par le sculpteur belge Guillaume Geefs. En raison de déficits financiers, qui ont finalement été compensés par la ville d'Anvers, la statue n'a pas pu être achevée à temps en tant que statue en bronze. En remplacement, une statue provisoire en plâtre est inaugurée le 25 août 1840. La statue de bronze prévue a été dévoilée en août 1843 au milieu de la Groenplaats,.

## Description
La statue de bronze plus grande que nature se dresse sur un haut piédestal de pierre et montre Rubens dans une tenue élégante et contemporaine. Le manteau rabattu, l'épée, le collier avec médaillon et l'élégant chapeau sur le côté identifient Rubens comme un noble. Il diffère nettement de Rembrandt, le peintre baroque tout aussi important, dont la statue (nl) à Amsterdam, modelée par Louis Royer, le montre en artiste bourgeois, populaire.
L'inscription suivante peut être lue sur le devant du socle de Rubens :
« PEDRO PAULO
RUBENS
CIVI OLIM SUO
S. P. O. A.
SUMPTIB. PUBL. ET PPIV. 
P.
MDCCCXXXX »
La base était initialement entourée d'une clôture en fer, qui a ensuite été supprimée.

## Galerie d'images

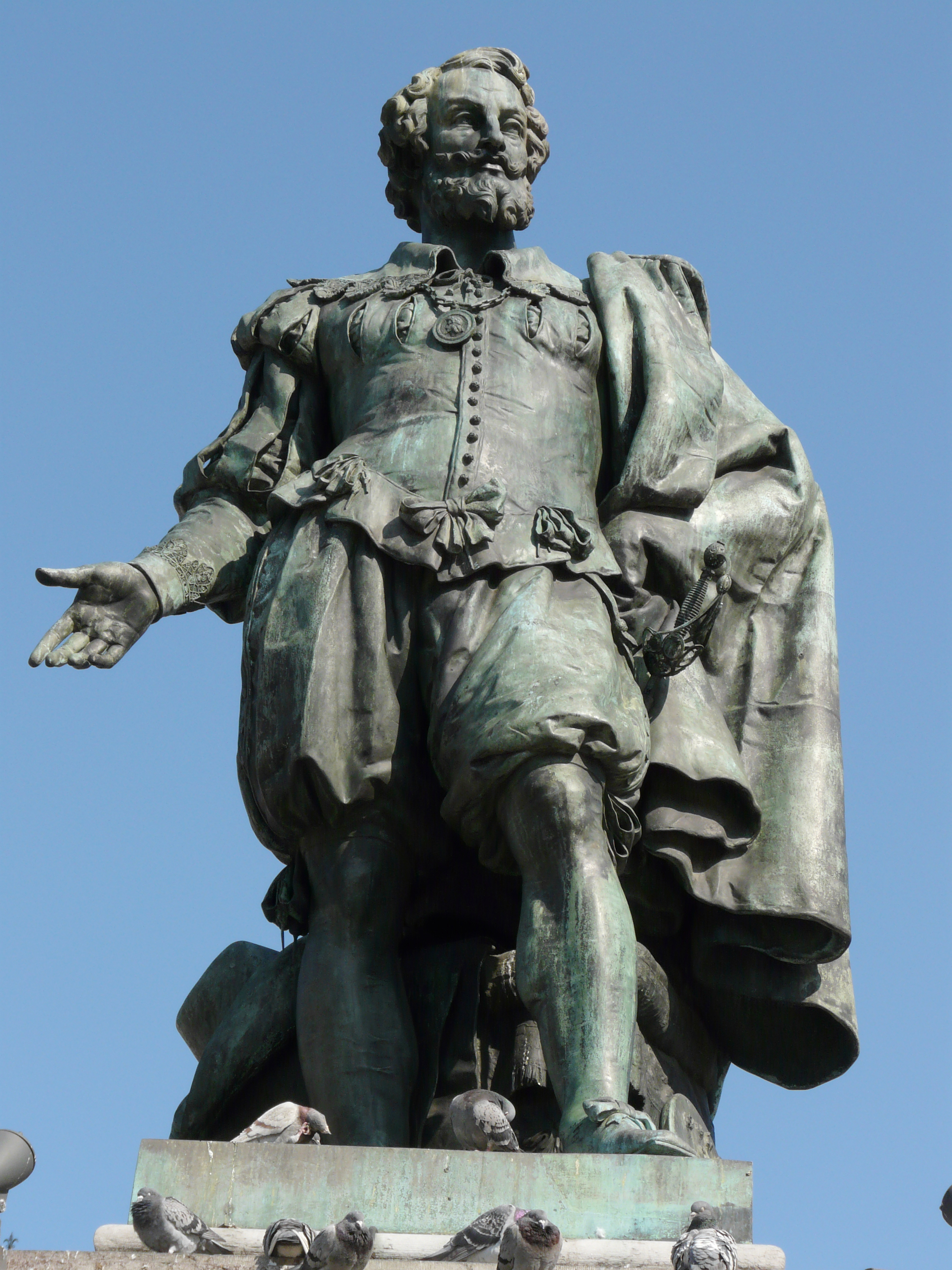
La statue
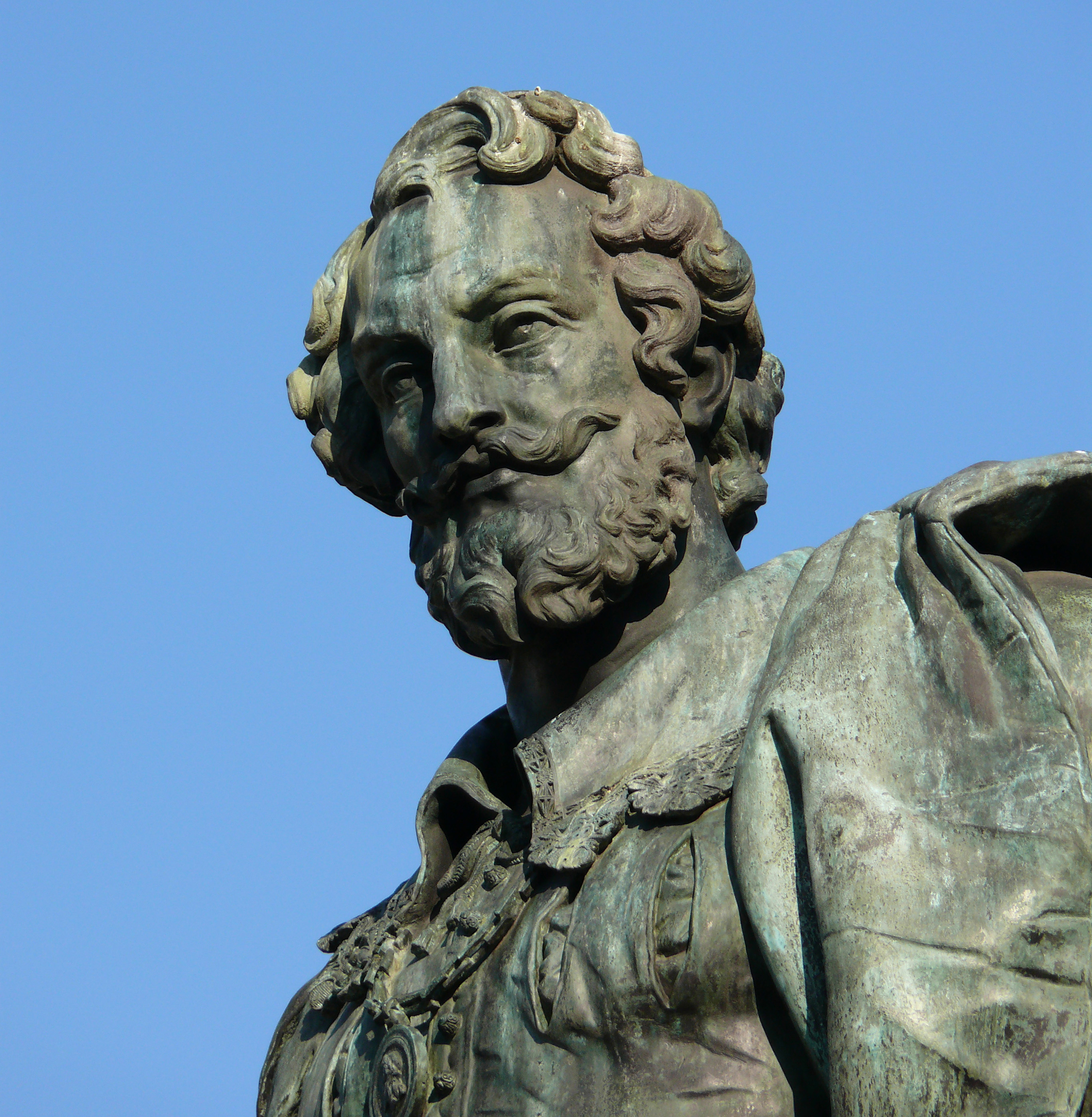
Détail de la tête